# حروة (المهرة)

تعديل مصدري - تعديل

حروة هي إحدى قرى مديرية حات التابعة لمحافظة المهرة، بلغ تعداد سكانها 80 نسمة حسب تعداد اليمن لعام 2004.